# Johnny Podres
John Joseph Podres  dit Johnny Podres, né le 30 septembre 1932 à Witherbee (New York) - mort le 13 janvier 2008 à Glens Falls (New York), était un joueur américain de baseball évoluant au poste de lanceur.

## Biographie
Natif de Witherbee (New York), Johnny Podres est un supporter des Brooklyn Dodgers durant sa jeunesse. Il rejoint son club de cœur en 1953 en lance en Série mondiale dès l'âge de 21 ans. Impressionné par l'enjeu, il concède un coup de circuit au premier batteur (Gene Woodling) qu'il affronte à cette occasion.
Il prend part aux conquêtes des World Series en 1955 à Brooklyn puis en 1959 et 1963 à Los Angeles à la suite du déménagement de la franchise en Californie en 1957. Il est particulièrement déterminant en 1955 en lançant une victoire en match trois des séries mondiales le jour de son 23e anniversaire alors que les Yankees avaient remporté les deux premières parties de la série. Lors du septième et dernier match de la série, il est également le lanceur partant. Il signe un blanchissage (2-0) permettant aux Dodgers de connaître un succès historique. Le soir du sacre, Podres passe à l'émission de télévision du Steve Allen Show avant de rejoindre ses coéquipiers fêter le titre à l'hôtel Bossert à Brooklyn. À propos de ces célébrations, il déclare : « Le champagne coulait à flot. Un vieil homme m'a dit et répété toute la soirée qu'il attendait cela depuis 1916. ». Ces performances lui valent le trophée du Joueur le plus utile de la Série mondiale et le titre de sportif de l'année décerné par l'hebdomadaire Sports Illustrated. Dans la foulée, Podres part effectuer son service militaire.
Sélectionné trois fois au match des étoiles (1958, 1960, 1962), Johnny Podres met un terme à sa carrière de joueur en 1969. Il devient alors instructeur des lanceurs aux Boston Red Sox, aux Minnesota Twins puis aux Philadelphia Phillies.